# Мост слободе у Новом Саду
Мост слободе је друмско-пешачки мост преко Дунава у систему косих затега са два пилона. Повезује бачки и сремски део Града Новог Сада, тј. Нови Сад и Сремску Каменицу. Такође, повезује Нови Сад са државним путем IБ реда 21, који преко Фрушке горе води до Руме, ауто-пута А3 и западне Србије.
Мост је први пут отворен за саобраћај 23. октобра 1981. године. У то време, мост је био светски рекордер у категорији мостова са косим затегама. Бомбардован је 3. априла, 1999. за време НАТО бомбардовања СРЈ. Реконструисан је и поново отворен за саобраћај октобра 2005. године.

## Изградња моста
О повезивању леве и десне обале Дунава на месту данашњег Моста слободе размишљало се још у послератном периоду, а идеја је озваничена Генералним урбанистичким планом Новог Сада из 1974. Направљено је шест идејних решења, a усвојено решење је имало своје естетске, али и предности у погледу пловидбе бродова, брже евакуације леда, ерозије речног корита итд. 
Тако тадашњи Булевар 23. октобра (данашњи Булевар ослобођења), савлађујући мостом реку, постаје градска саобраћајница и значајан улазни правац у град. Планиран је и као западна веза са ауто-путем Београд – Нови Сад, што никада није до краја реализовано.
Главни пројекат моста је урађен 1974. године. Припремни радови започети су у априлу 1976, а главни радови почетком септембра исте године. У саобраћај је пуштен симболично 23. октобра 1981, на дан када је 1944. Нови Сад ослобођен у Другом светском рату.
Наручилац изградње је била Самоуправна интересна заједница за грађевинско земљиште Нови Сад. Главни пројекат су израдили Институт „Кирило Савић“ и Предузеће за пројектовање „Преднапрегнути бетон“. Главни пројектант је академик др Никола Хајдин, а у пројектовању су му помагали и Гојко Ненадић, др Миодраг Секуловић, Предраг Желалић, Благоје Зарић и други. Радове је извело предузеће Грађевинско предузеће „Мостоградња“ из Београда.

## Конструктивни подаци
Пројектовао га је академик Никола Хајдин, уз помоћ сарадника инжењера Гојка Ненадовића и Предрага Желалића.
Мост је изведен у систему косих затега са два пилона. Пилони су висине 60 метара на растојању од 361 метар. Укупно има 48 каблова (затега). Дужина конструкције моста је 1382 метра.
Градња моста је трајала 5 година, уграђено је 30.000 кубних метара бетона уз 2.150 тона бетонског гвожђа, као и 10.000 тона челика.
Мост има 6 ауто трака (по 3 у оба смера) и две пешачке траке.

## Реконструкција
Реконструкција је коштала 40 милиона евра и трајала је 2 године и 22 дана. Пуштање моста је обављено из два пута. Прво је Маја Гојковић, градоначелница Новог Сада, отворила мост 7. октобра 2005. године., а потом га је отворио Европски комесар за проширење Оли Рен 11. октобра уз присуство државне делегације скоро 24 године после првог отварања